# Psectrocladius paludicola
Psectrocladius paludicola är en tvåvingeart som beskrevs av Jean-Jacques Kieffer 1924. Psectrocladius paludicola ingår i släktet Psectrocladius och familjen fjädermyggor. Inga underarter finns listade i Catalogue of Life.